# Daniele Sette (sciatore)
Daniele Sette (Samedan, 28 febbraio 1992) è uno sciatore alpino svizzero.

## Biografia
Attivo in gare FIS dal novembre del 2007, Sette ha esordito in Coppa Europa il 20 dicembre 2012 a Zuoz/Sankt Moritz in slalom speciale e in Coppa del Mondo l'11 gennaio 2014 ad Adelboden in slalom gigante, in entrambi i casi senza completare la prova. Il 2 dicembre 2019 ha conquistato a Trysil in slalom gigante il suo primo podio in Coppa Europa (3º); l'11 gennaio 2020 ha ottenuto i primi punti in Coppa del Mondo terminando 19º lo slalom gigante disputato ad Adelboden. Non ha preso parte a rassegne olimpiche o iridate.

## Palmarès

### Coppa del Mondo
- Miglior piazzamento in classifica generale: 98º nel 2021

### Coppa Europa
- Miglior piazzamento in classifica generale: 25º nel 2019
- 1 podio:
  - 1 terzo posto

### Nor-Am Cup Cup
- Miglior piazzamento in classifica generale: 43º nel 2025
- 1 podio:
  - 1 terzo posto

### Australia New Zealand Cup
- Miglior piazzamento in classifica generale: 11º nel 2020
- Vincitore della classifica di slalom gigante nel 2014
- 4 podi:
  - 1 vittoria
  - 1 secondo posto
  - 2 terzi posti

#### Australia New Zealand Cup - vittorie
| Data             | Località | Paese         | Specialità |
| ---------------- | -------- | ------------- | ---------- |
| 9 settembre 2013 | Cardrona | Nuova Zelanda | GS         |

Legenda:

GS = slalom gigante

### Campionati svizzeri
- 2 medaglie:
  - 1 argento (slalom gigante nel 2021)
  - 1 bronzo (slalom gigante nel 2020)